# 가평 현등사 수월관음도
가평 현등사 수월관음도(加平 懸燈寺 水月觀音圖)는 대한민국 경기도 가평군에 있는 조선시대의 수월관음도이다. 2004년 11월 29일 경기도의 유형문화재 제198호로 지정되었다.
달을 배경으로 중앙에 원형의 두광 안에 관음보살은 기암괴석 위에 유희자 자세로 앉아 있고, 좌우로 정병과 버드나무, 대나무가 묘사되어 있는데, 이러한 형식은 고려후기 수월관음도의 형식을 빌려온 것이다.

## 개요
<가평 현등사 수월관음도>는 현등사 보광전(普光殿)에 봉안되어 있는 불화로, 색을 덧칠한 흔적과 변색된 부분이 일부 확인된다. 이 수월관음도는 『화엄경(華嚴經)』의 「입법계품(入法界品)」의 내용을 그린 것으로 53선지식(善知識)을 찾아 구도 여행을 떠난 선재동자(善財童子)가 보타락가산(補陀洛迦山)에 살고 있는 28번째 선지식인 관음보살을 방문하여 대자비의 가르침을 받는 장면이다.
이 불화는 화면 중앙에 금니로 칠해진 커다란 둥근 달을 배경으로 관음보살이 앉아 있고, 좌우에 대나무와 정병(淨甁)을 그렸다. 달 바깥의 상단에는 구름을 타고 내려오는 백의관음(白衣觀音)을 좌우에 각 5명씩, 중단에는 신장(神將을) 좌우에 각 2명, 그리고 수파묘(水波描)가 사실적으로 묘사된 하단의 해수면 왼쪽에는 양손으로 용을 모아 잡은 용왕과 합장한 여인, 오른쪽에는 선재동자를 비롯한 천녀, 공양자상 등을 그렸다. 화면 중앙의 보타락가산 바위에 왼쪽 무릎을 세우고 앉아있는 관음보살은 작고 두툼한 입술, 초승달 같은 눈썹, 반개한 눈 등 온화한 모습으로 선재동자를 맞이하고 있다. 붉은색 대의와 분홍색 치마에는 꽃무늬를 그렸다. 왼쪽에는 기암괴석과 그 위로 곧게 뻗은 대나무를, 오른쪽에는 목이 긴 정병에 버드나무 가지가 꽂혀있으며, 새 2마리가 날아드는 모습을 그렸다. 정병의 긴 목에는 세로로 ‘관심수(觀心水)’라 새겼다.
색채는 청색 바탕에 녹색과 붉은색을 주조색으로 하여 금니와 흰색을 부분적으로 사용하였다. 화기(畵記)가 없어 조성시기나 제작자는 확인할 수 없으나, 전체적인 화면구성·인물묘사·착의법着衣法 등에서 19세기 후반에 조성된 것으로 알려진 국립중앙박물관 소장 관음보살초본(觀音菩薩草本)과 친연성을 보이고 있어 19세기 후반에 조성되었을 것으로 추정된다.

## 같이 보기
- 수월관음도

## 참고 자료
- 현등사수월관음도 - 국가유산청 국가유산포털